# Tony Currie
Anthony William Currie-detto Tony- (Edgware, 1º gennaio 1950) è un ex calciatore inglese di ruolo centrocampista.

## Carriera

### Club
Nel 1983 milita nei canadesi del Toronto Nationals, impegnati nel campionato CPSL.

### Nazionale
Conta 17 presenze con la maglia della propria Nazionale.